# Tenagodus senegalensis
Tenagodus senegalensis is een slakkensoort uit de familie van de Siliquariidae. De wetenschappelijke naam van de soort is voor het eerst geldig gepubliceerd in 1876 door G. B. Sowerby II.